# 2 дня в Париже
«2 дня в Париже» (англ. 2 Days in Paris) — романтическая комедийная драма 2007 года режиссёра Жюли Дельпи.

## Сюжет
Марион и Джек пытаются возродить свои отношения, посетив Париж — дом родителей Марион и нескольких её бывших бойфрендов.
Пара возвращается в Париж из Венеции на поезде. На выходе из вокзала на стоянке такси Джек подшучивает над группой американских туристов, которые ищут Лувр, направляя их в противоположную сторону, чтобы освободить место в очереди за такси.
Приехав в парижскую квартиру Марион отчитывает свою мать за то, что та раскормила её кота, скормив ему ящик просроченной фуа-гра. Джек, обнаружив плесень на стене в ванной, проклинает санузел. Затем парочка пытается заняться сексом, но ничего выходит — сначала Джек не может надеть презерватив, а затем в комнату к ним бесцеремонно входит мать Марион.
За обедом уже отец Марион, Жано, подшучивает над Джеком, который почти не говорит по-французски, проверяя его культурный уровень на знание французских писателей и художников.
Днём пара выходит на прогулку и по пути натыкается на Маню, с которым у Марион была мимолётная интрижка. Затем они устраивают фотосессию на мосту, где проходили съёмки фильма «Последнее танго в Париже». Далее они посещают выставку эротических карикатур, где отец Марион комментирует сюжеты картин, но быстро уходят оттуда. 
На вечеринке у друзей Марион Джек обсуждает с одним из гостей, что в женскую вагину можно вставить билет на метро, а мужской член всегда маленький, когда ему холодно. Джек разговорился с Маню, который утверждал, что с ним у неё был первый оргазм. Узнав, что Джек еврей, тот отпустил пару шуток про евреев и Гитлера. Остальные разговоры на вечеринке были в том же ключе — про извращенцев, отсос и т.п. Марион соврала про Джека, что он отсидел в тюрьме 8 лет. 
Марион напилась и объелась мидий, её начало тошнить и она упала в обморок. Когда Марион стало легче, пара вернулась домой на такси. По пути пьяная Марион поссорилась с водителем-иммигрантом, которого обозвала расистом.
Ночью они снова пытаются заняться сексом, но без особого успеха, поскольку много болтают и ссорятся.
Следующее утро начинается с того, что квартиру заливает водой из лопнувшей трубы. Мать Марион зачем-то вызывает пожарных, которые мило беседуют с Марион, а та флиртует с ними на глазах у Джека.
После завтрака они с отцом Марион идут на рынок. По пути Жано царапает ключами все машины, которые припаркованы на тротуаре. На рынке он с удовольствием показывает им распотрошенные туши поросят и ягнят, от чего Джека начинает тошнить. Он уходит домой, где обнаруживает в телефоне Марион сообщения от некоего Матьё. Мать Марион рассказывает Джеку о том, что в молодости у неё были отношения с Джимом Моррисоном.
За обедом пара случайно встречается в ресторане с очередным экс-бойфрендом Марион. Она припоминает ему сексуальные похождения в Таиланде, тот обзывает её стервой. После потасовки пару со скандалом выгоняют из ресторана. Джек признаётся, что залез в телефон Марион и видел сообщения Матьё, которые тот присылал ей, когда она уже была в отношениях с Джеком. Пара снова ссорится и расходится в разные стороны.
Джек идёт в бургерную, где случайно знакомится с Лукасом, который ненавидит фастфуды. Джек рассказывает Лукасу в общих чертах о своих отношениях с Марион. Лукас устраивает пожар в туалете бургерной. Джек убегает и случайно становится свидетелем уличной кражи, в которой полиция обвиняет Джека. Вскоре всё выяснилось, и Джека отпустили. На обратном пути он встречает ту самую группу туристов, над которыми зло подшутил в начале фильма. Вечером пара встречается в квартире родителей Марион и в очередной раз выясняет отношения.

## В ролях
| Актёр               | Роль                 |
| ------------------- | -------------------- |
| Жюли Дельпи         | Марион               |
| Адам Голдберг       | Джек                 |
| Даниэль Брюль       | Лукас                |
| Мари Пийе           | Анна (мать Мэрион)   |
| Альбер Дельпи       | Жано (отец Мэрион)   |
| Алексия Ландо       | Роуз (сестра Мэрион) |
| Адан Жодоровски     | Мэтью                |
| Александр Наон      | Ману                 |
| Шарлотт Мори-Сентье | ограбленная дама     |
| Ванесса Севар       | Ванесса              |
| Тибо Де Люсси       |                      |
| Чик Ортега          | водитель такси       |
| Хуберт Тойнт        |                      |
| Жан-Баптист Пуэш    |                      |

## Критика
Фильм получил положительные отзывы кинокритиков. На сайте Rotten Tomatoes фильм имеет рейтинг 86 % на основе 118 рецензий со средним баллом 6,9 из 10. На сайте Metacritic фильм имеет оценку 67 из 100 на основе 30 рецензий критиков, что соответствует статусу «в целом положительные отзывы».

## Продолжение
В феврале 2010 года стало известно о разработке сиквела под названием «2 дня в Нью-Йорке». Режиссёром снова выступила Жюли Дельпи. Она также повторила свою роль француженки Марион, которая теперь оказывается в Нью-Йорке с ребёнком и новым парнем. Некоторые актёры, сыгравшие в первом фильме, повторили свои роли, в числе которым был отец Жюли, Альберт Дельпи.